# Sudharmia
Sudharmia là một chi nhện trong họ Liocranidae.